# فرشن
شهر فرشندر ایالت نوردراین-وستفالن در کشور آلمان واقع شده‌است.